# Oldřich Straka
Oldřich Straka (29. prosince 1906 Vršovice (nyní Praha) – 14. ledna 1983, Praha) byl český fotograf.

## Život a tvorba
Narodil se v rodině strojvůdce Františka Straky (1879–??) a jeho manželky Emanuely, rozené Ballákové (1883–??).
Během hospodářské krize ve třicátých letech pracoval jako fotoreportér pro různé noviny a časopisy (např. Ahoj na sobotu, Pestrý týden, Svět práce). Spolupracoval také se zahraničními agenturami. Byl samoukem, přesto byly jeho snímky kompozičně vyvážené se smyslem pro celek i detail. Tématem jeho fotografií byli bezdomovci, žebráci, nejchudší vrstvy pražských dělníků a malých zemědělců z venkova. Před vypuknutím války začal pracovat v reklamě u Bati ve Zlíně, kde si doplnil vzdělání pro obor fotografování a kde zůstal do konce války. K reportážní fotografii se už nevrátil. Od roku 1945 pracoval ve fotooddělení Centrotexu a Československé obchodní komory. Od roku 1956 se věnoval také barevné krajinářské fotografii a dokumentaci folklóru.

## Výstavy
- Neúprosné světlo. Sociální fotografie v meziválečném Československu. 14. 9. – 28. 10. 2012. Autoři: Karol Aufricht / Irena Blühová / Karel Hájek / Ján Halász / Tibor Honty / Josef Kubín / Ilja Jozef Marko / Sergej Protopopov / Oldřich Straka / Viliam Tóth / Josef Zeman, Galerie Leica, Praha.

- Studie a žánrová fotografie 40. let. UPM Praha 1980. Autoři: Václav Chochola/Karel Ludwig/Oldřich Straka/Zdeněk Tmej
- Oldřich Straka: Vesnice. Galerie Josefa Sudka 21. říjen 2010—23. leden 2011